# Chimaltenango (municipio)
La ciudad de Chimaltenango (del náhuatl, significa «muralla de escudos») es un municipio y cabecera del departamento homónimo localizada a 52 km de la Ciudad de Guatemala en la República de Guatemala. Su nombre kaqchikel es B'oko'. El municipio cubre un área de 212 km² y tiene una altitud de 1800 m s. n. m.. Sus fiestas patronales son celebradas en el mes de julio el 26 en honor a Santa Ana. Es reconocido por sus costumbre y tradiciones que datan de la colonia española.
Durante la época colonial fue una doctrina de los frailes dominicos hasta 1754, cuando dichos frailes tuvieron que ceder sus doctrinas y conventos al clero secular. Luego de la Independencia de Centroamérica perteneció al departamento de Sacatepéquez/Chimaltenango y fue sede del circuito homónimo para la impartición de justicia por medio de los juicios de jurados.
Entre sus ciudadanos distinguidos se encuentra la profesora Natalia Górriz de Morales, viuda del exministro de Fomento Próspero Morales y quien fuera la máxima representante de la docencia para niñas y señoritas a finales del siglo xix y la primera parte del siglo xx en Guatemala.

## Toponimia
Muchos de los nombres de los municipios y poblados de Guatemala constan de dos partes: el nombre del santo católico que se venera el día en que fueron fundados y una descripción con raíz náhuatl; esto se debe a que las tropas que invadieron la región en la década de 1520 al mando de Pedro de Alvarado estaban compuestas por soldados españoles y por indígenas tlaxcaltecas y cholultecas.  El topónimo «Chimaltenango» proviene del náhuatl del término «Chimalli» que quiere decir «escudo» o «rodela». Muchos traductores indican es mejor traducirlo como «Lugar Amurallado de los Escudos».

### Religión
| Religión en la ciudad de Chimaltenango (INE-2022) | Religión en la ciudad de Chimaltenango (INE-2022) | Religión en la ciudad de Chimaltenango (INE-2022) | Religión en la ciudad de Chimaltenango (INE-2022) | Religión en la ciudad de Chimaltenango (INE-2022) |
| ------------------------------------------------- | ------------------------------------------------- | ------------------------------------------------- | ------------------------------------------------- | ------------------------------------------------- |
| Religión                                          | Religión                                          |                                                   | Porcentaje                                        | Porcentaje                                        |
| Catolicismo                                       | Catolicismo                                       |                                                   | 38.4 %                                            | 38.4 %                                            |
| Protestantismo                                    | Protestantismo                                    |                                                   | 30.3 %                                            | 30.3 %                                            |
| Ninguno                                           | Ninguno                                           |                                                   | 29.3 %                                            | 29.3 %                                            |
| Otra                                              | Otra                                              |                                                   | 2 %                                               | 2 %                                               |
| Fuente: INE.                                      |                                                   |                                                   |                                                   |                                                   |

### Etnia
Desde sus inicios la ciudad de Chimaltenango fue un fuerte y base militar con mucha influencia española y ladina, al pasar el tiempo, personas indígenas se introdujeron a la ciudad, pero aún se tiene una fuerza y peso social la etnia ladina mestiza.
| Etnografia en la Ciudad de Chimaltenango (INE-2021) | Etnografia en la Ciudad de Chimaltenango (INE-2021) | Etnografia en la Ciudad de Chimaltenango (INE-2021) | Etnografia en la Ciudad de Chimaltenango (INE-2021) | Etnografia en la Ciudad de Chimaltenango (INE-2021) |
| --------------------------------------------------- | --------------------------------------------------- | --------------------------------------------------- | --------------------------------------------------- | --------------------------------------------------- |
| Pueblo o grupo étnico                               | Pueblo o grupo étnico                               |                                                     | Porcentaje                                          | Porcentaje                                          |
| Indígena                                            | Indígena                                            |                                                     | 59.2 %                                              | 59.2 %                                              |
| Mestizo/Ladino                                      | Mestizo/Ladino                                      |                                                     | 40.2 %                                              | 40.2 %                                              |
| Otro                                                | Otro                                                |                                                     | 0.6 %                                               | 0.6 %                                               |
| Fuente: INE.                                        |                                                     |                                                     |                                                     |                                                     |

## Geografía física

### Clima
Chimaltenango tiene clima templado (Clasificación de Köppen: Csb).
| Parámetros climáticos promedio de Chimaltenango | Parámetros climáticos promedio de Chimaltenango | Parámetros climáticos promedio de Chimaltenango | Parámetros climáticos promedio de Chimaltenango | Parámetros climáticos promedio de Chimaltenango | Parámetros climáticos promedio de Chimaltenango | Parámetros climáticos promedio de Chimaltenango | Parámetros climáticos promedio de Chimaltenango | Parámetros climáticos promedio de Chimaltenango | Parámetros climáticos promedio de Chimaltenango | Parámetros climáticos promedio de Chimaltenango | Parámetros climáticos promedio de Chimaltenango | Parámetros climáticos promedio de Chimaltenango | Parámetros climáticos promedio de Chimaltenango |
| Mes                                             | Ene.                                            | Feb.                                            | Mar.                                            | Abr.                                            | May.                                            | Jun.                                            | Jul.                                            | Ago.                                            | Sep.                                            | Oct.                                            | Nov.                                            | Dic.                                            | Anual                                           |
| ----------------------------------------------- | ----------------------------------------------- | ----------------------------------------------- | ----------------------------------------------- | ----------------------------------------------- | ----------------------------------------------- | ----------------------------------------------- | ----------------------------------------------- | ----------------------------------------------- | ----------------------------------------------- | ----------------------------------------------- | ----------------------------------------------- | ----------------------------------------------- | ----------------------------------------------- |
| Temp. máx. media (°C)                           | 22.0                                            | 22.9                                            | 24.7                                            | 25.1                                            | 24.9                                            | 23.1                                            | 23.3                                            | 23.7                                            | 23.0                                            | 22.2                                            | 22.3                                            | 22.1                                            | 23.3                                            |
| Temp. media (°C)                                | 15.6                                            | 16.3                                            | 17.7                                            | 18.8                                            | 19.1                                            | 18.5                                            | 18.3                                            | 18.4                                            | 18.1                                            | 17.4                                            | 16.7                                            | 15.9                                            | 17.6                                            |
| Temp. mín. media (°C)                           | 9.3                                             | 9.7                                             | 10.7                                            | 12.6                                            | 13.4                                            | 14.0                                            | 13.4                                            | 13.1                                            | 13.3                                            | 12.6                                            | 11.2                                            | 9.7                                             | 11.9                                            |
| Precipitación total (mm)                        | 3                                               | 4                                               | 4                                               | 37                                              | 106                                             | 259                                             | 186                                             | 178                                             | 242                                             | 125                                             | 32                                              | 7                                               | 1183                                            |
| Fuente: Climate-Data.org                        |                                                 |                                                 |                                                 |                                                 |                                                 |                                                 |                                                 |                                                 |                                                 |                                                 |                                                 |                                                 |                                                 |

### Ubicación geográfica
Chimaltenango está completamente rodeado por municipios del departamento del mismo nombre:
- Norte: San Martín Jilotepeque
- Sur: San Andrés Itzapa
- Este: El Tejar
- Oeste: Zaragoza
- Sureste: Parramos[7]

|                 | Norte: San Martín Jilotepeque |                   |
| Oeste: Zaragoza |                               | Este: El Tejar    |
|                 | Sur: San Andrés Itzapa        | Sureste: Parramos |

## Gobierno municipal
Los municipios se encuentran regulados en diversas leyes de la República, que establecen su forma de organización, lo relativo a la conformación de sus órganos administrativos y los tributos destinados para los mismos. Aunque se trata de entidades autónomas, se encuentran sujetos a la legislación nacional y las principales leyes que los rigen desde 1985 son:
| N.º | Ley                                                | Descripción |
| --- | -------------------------------------------------- | --- |
| 1   | Constitución Política de la República de Guatemala | Tiene una regulación legal específica para los municipios en los artículos 253 al 262. |
| 2   | Ley Electoral y de Partidos Políticos              | Ley de carácter constitucional aplicable a los municipios en el tema de la conformación de sus autoridades electas. |
| 3   | Código Municipal                                   | Decreto 12-2002 del Congreso de la República de Guatemala. Tiene la categoría de ley ordinaria y contiene preceptos generales aplicables a todos los municipios e inclusive contiene legislación referente a la creación de los municipios.              |
| 4   | Ley de Servicio Municipal                          | Decreto 1-87 del Congreso de la República de Guatemala. Regula las relaciones entra la municipalidad y los servidores públicos en materia laboral. Tiene su base constitucional en el artículo 262 de la constitución que ordena la emisión de la misma. |
| 5   | Ley General de Descentralización                   | Decreto 14-2002 del Congreso de la República de Guatemala. Regula el deber constitucional del Estado y por ende del municipio, de promover y aplicar la descentralización y desconcentración económica y administrativa.                                 |

El gobierno de los municipios está a cargo de un Concejo Municipal mientras que el código municipal, ley ordinaria que contiene disposiciones que se aplican a todos los municipios, establece que «el concejo municipal es el órgano colegiado superior de deliberación y de decisión de los asuntos municipales […] y tiene su sede en la circunscripción de la cabecera municipal»; el artículo 33 del mencionado código establece que «[le] corresponde con exclusividad al concejo municipal el ejercicio del gobierno del municipio».
El concejo municipal se integra con el alcalde, los síndicos y concejales, electos directamente por sufragio universal y secreto para un período de cuatro años, pudiendo ser reelectos.
Existen también las Alcaldías Auxiliares, los Comités Comunitarios de Desarrollo (COCODE), el Comité Municipal del Desarrollo (COMUDE), las asociaciones culturales y las comisiones de trabajo. Los alcaldes auxiliares son elegidos por las comunidades de acuerdo a sus principios y tradiciones y se reúnen con el alcalde municipal el primer domingo de cada mes, mientras que los Comités Comunitarios de Desarrollo y el Comité Municipal de Desarrollo organizan y facilitan la participación de las comunidades priorizando necesidades y problemas.

ALCALDES DE CHIMALTENANGO
PERIODOS
1986-1991 - Cesar Augusto Galindo Zamora
1991-1996 - Cesar Augusto Barrera Fuentes
1996-2000 - PC. Carlos Ignacio Simaj Hernandez
2000-2004 - Ruben Xoyon Morales
2004-2008 - PC. Carlos Ignacio Simaj Hernandez
2008-2012 - Augusto Belarmino Montufar Ramirez
2012-2016 - Alfonso Elel Castro
2016-2020 - Lic. Carlos Alexander Simaj Chan
2020-2024 - Lic. Carlos Alexander Simaj Chan
2024-2028 - Alfonso Elel Castro

## Historia

### Época colonial: doctrina de los dominicos

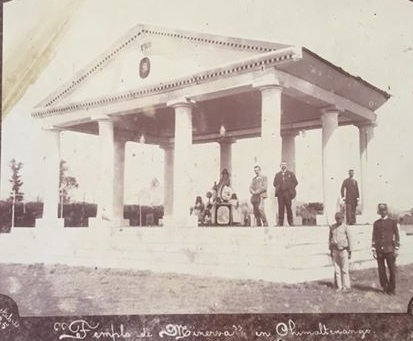
Templo de Minerva de Chimaltenango en 1903. Construido durante el gobierno del licenciado Manuel Estrada Cabrera para celebrar a la Juventud Estudiosa.

El antiguo nombre de Chimaltenango era Boko´b, y sus pobladores originarios fueron kaqchikeles. La actual localidad fue fundada por Pedro de Portocarrero en 1526.  Poco después, el obispo Francisco Marroquín dividió la administración eclesiástica del valle de Chimaltenango entre los dominicos y los franciscanos, y a los primeros les dio los curatos de Jocotenango, Chimaltenango, Jilotepeque, Sumpango, Candelaria, Amatitlán, Petapa, Mixco y Pínula.  El área estaba en la jurisdicción del «Valle de Pasuya» durante la época colonial, el que se dividía en nueve valles, entre ellos el de Chimaltenango. El valle de Chimaltenango propiamente dicho bordeaba al noroeste con el valle de Xilotepeque, al este con el de Mixco, al norte con el de Guatemala y al oeste con la Provincia de Sololá. Ahora bien, el valle de Pasuya se dividió en dos alcaldías mayores, la de Chimaltenango —con jurisdicción sobre los valles de Chimaltenango, Xilotepeque y Alotenango—, y la de Sacatepéquez —con jurisdicción sobre los seis valles restantes.

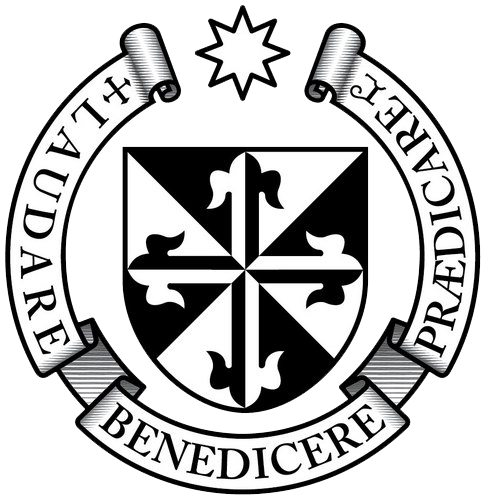
Escudo de la Orden de Predicadores.

La corona española se enfocó en la catequización de los indígenas; las congregaciones fundadas por los misioneros reales en el Nuevo Mundo fueron llamadas «doctrinas de indios» o simplemente «doctrinas». Originalmente, los frailes tenían únicamente una misión temporal: enseñarle la fe católica a los indígenas, para luego dar paso a parroquias seculares como las establecidas en España; con este fin, los frailes debían haber enseñado los evangelios y el idioma español a los nativos. Ya cuando los indígenas estuvieran catequizados y hablaran español, podrían empezar a vivir en parroquias y a contribuir con el diezmo, como hacían los peninsulares.
Pero este plan nunca se llevó a cabo, principalmente porque la corona perdió el control de las órdenes regulares tan pronto como los miembros de éstas se embarcaron para América. Por otra parte, protegidos por sus privilegios apostólicos para ayudar a la conversión de los indígenas, los misionares solamente atendieron a la autoridad de sus priores y provinciales, y no a la de las autoridades españolas ni a las de los obispos. Los provinciales de las órdenes, a su vez, únicamente rendían cuentas a los líderes de su orden y no a la corona; una vez habían establecido una doctrina, protegían sus intereses en ella, incluso en contra de los intereses del rey y de esta forma las doctrinas pasaron a ser pueblos de indios que se quedaron establecidos para todo el resto de la colonia.
Las doctrinas fueron fundadas a discreción de los frailes, ya que tenían libertad completa para establecer comunidades para catequizar a los indígenas, con la esperanza de que estas pasaran con el tiempo a la jurisdicción de una parroquia secular a la que se le pagaría el diezmo; en realidad, lo que ocurrió fue que las doctrinas crecieron sin control y nunca pasaron al control de parroquias. La administración colectiva por parte del grupo de frailes eran la característica más importante de las doctrinas ya que garantizaba la continuación del sistema de la comunidad en caso falleciese uno de los dirigentes.
En 1638, los dominicos separaron a sus grandes doctrinas —que les representaban considerables ingresos económicos— en grupos centrados en sus seis conventos:  Los conventos estaban en: la ciudad de Santiago de los Caballeros de Guatemala, Amatitlán, Verapaz, Sonsonate, San Salvador y Sacapulas. Específicamente el convento de la Ciudad de Santiago de los Caballeros de Guatemala, la doctrina abarcaba los poblados de Chimaltenango, Jocotenango, Sumpango, San Juan Sacatepéquez, San Pedro Sacatepéquez, Santiago Sacatepéquez, Rabinal, San Martín Jilotepeque, Escuintla, Milpas Altas, Milpas Bajas, San Lucas Sacatepéquez, y el Barrio de Santo Domingo en la ciudad.
En 1754, en virtud de una Real Cédula parte de las Reformas Borbónicas, todos los curatos de las órdenes regulares fueron traspasados al clero secular. En 1765 se publicaron las reformas borbónicas de la Corona española, que pretendían recuperar el poder real sobre las colonias y aumentar la recaudación fiscal. Con estas reformas se crearon los estancos para controlar la producción de las bebidas embriagantes, el tabaco, la pólvora, los naipes y el patio de gallos. La real hacienda subastaba el estanco anualmente y un particular lo compraba, convirtiéndose así en el dueño del monopolio de cierto producto. Ese mismo año se crearon cuatro subdelegaciones de la Real Hacienda en San Salvador, Ciudad Real, Comayagua y León y la estructura político administrativa de la Capitanía General de Guatemala cambió a quince provincias:
Además de esta redistribución administrativa, la corona española estableció una política tendiente a disminuir el poder de la Iglesia católica, el cual hasta ese momento era prácticamente absoluto sobre los vasallos españoles. Esta política de disminución de poder de la iglesia se basaba en la Ilustración

### Tras la Independencia de Centroamérica
En 1825 se creó oficialmente el Estado de Guatemala, y Chimaltenango fue uno de los municipios originales del Estado; en ese tiempo pertenecía al departamento de Sacatepéquez/Chimaltenango; el Estado de Guatemala fue definido de la siguiente forma por la Asamblea Constituyente de dicho estado que emitió la constitución del mismo el 11 de octubre de 1825: «el estado conservará la denominación de Estado de Guatemala y lo forman los pueblos de Guatemala, reunidos en un solo cuerpo.  El estado de Guatemala es soberano, independiente y libre en su gobierno y administración interior.»
Chimaltenango fue uno de los municipios originales del Estado de Guatemala fundado en 1825; estaba en el departamento de Sacatepéquez/Chimaltenango, cuya cabecera era Antigua Guatemala, y tenía los municipios de Jilotepeque, San Pedro Sacatepéquez, San Lucas Tejar, Chimaltenango, San Juan Sacatepéquez y Patzún.
La constitución del Estado de Guatemala promulgada el 11 de octubre de 1825 —y no el 11 de abril de 1836, como numerosos historiadores han reportado incorrectamente — creó los distritos y sus circuitos correspondientes para la administración de justicia según el Código de Lívingston traducido al español por José Francisco Barrundia y Cepeda; Chimaltenango era la sede del circuito del mismo nombre en el Distrito N.°8 (Sacatepéquez); este distrito contenía aparte de Chimaltenango a Tejar, San Miguelito, Parramos, San Luis, Itzapa, Calderas, Chimachoy, Patzicía, Nejapa, Acatenango, Yepocapa, Tuluché, Chicoj y San Jacinto.

### Visita de los arqueólogos Maudslay en 1892

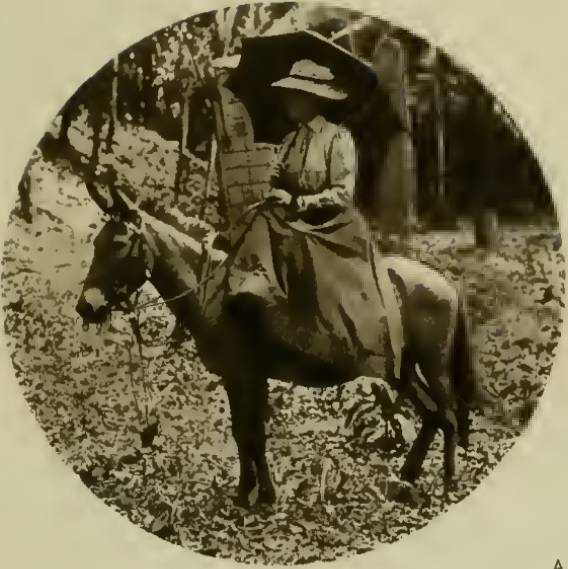
Exploradora británica Anne Maudslay, quien visitó el municipio a finales del. Fotografía de Alfred Percival Maudslay.

Aparentemente, Chimaltenango perdió jerarquía hacia finales del siglo XIX, como lo evidencia el relato de la esposa del arqueólogo Alfred Percival Maudslay , Anne Cary Maudslay, quien visitó el poblado junto con su esposo en 1895: «[Al salir de Zaragoza] nos fuimos al insípido pueblo de Chimaltenango, donde nos propusimos pasar la noche.  El hotel estaba sucio y los cuartos eran tan desagradables que no quisimos quedarnos, y enviamos a Gorgonio a buscar por un cuarto disponible en el que pudiéramos poner nuestras propias camas [que acarreban mozos locales]. Al fin encontró uno en un mesón, adjunto al hotel, en donde había un cuarto de buen tamaño con una cocina rudimenaria y que daba a un patio en donde soltamos a las [mulas que montábamos] para que pasaran la noche.  Una rociada con agua, una buena barrida y un uso abundante de los polvos de Keating dejaron al cuarto habitable.  Ahora bien, la comida en el hotel era, por mucho, muy por encima del promedio local y lo único que no nos pareció de la alimentación fue el forraje para las bestias.»

### Demarcación política de Guatemala de 1902
En 1902, el gobierno del licenciado Manuel Estrada Cabrera publicó la Demarcación Política de la República, y en ella se describe a Chimaltenango así: «este municipio, cuya extensión superficial es de 150 caballerías, tiene por cabecera la villa del mismo nombre, a 50 kilómetros de la capital.  Se halla a los 14º, 55' Lat. Norte y a los 90º, 47' Long. Oeste del meridiano de Greenwich. El clima del municipio es frío en algunos puntos y en otros templado; sus habitantes se dedican al cultivo del maíz, frijo, café, caña de azúcar y a la fabricación de tejidos de algodón».
La villa fue elevada a categoría de «ciudad» en 1926.[cita requerida]

## Ciudadanos distinguidos

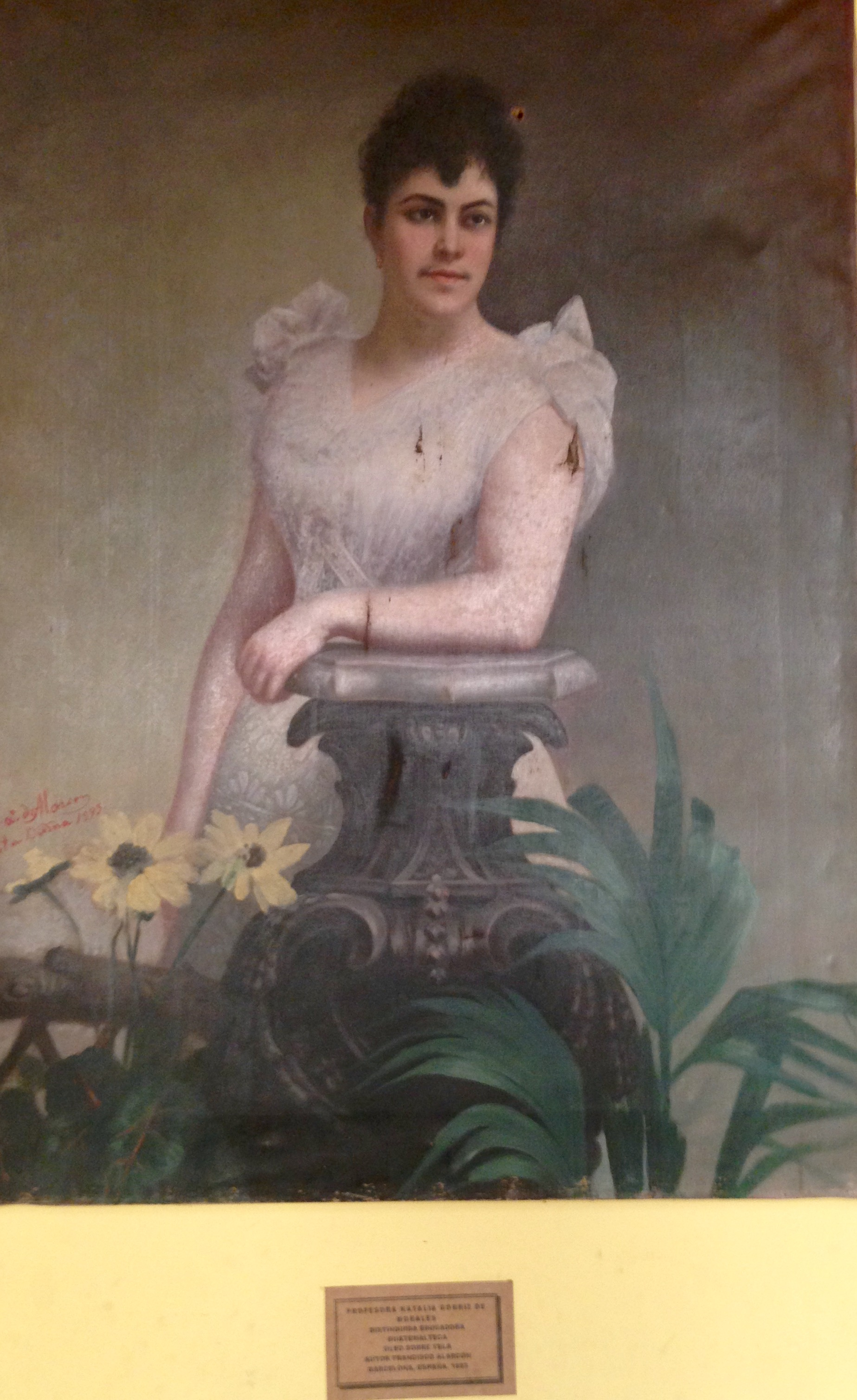
Retrato de Natalia Górriz de Morales que se conserva en el Museo Nacional de Historia de Guatemala.

- Natalia Górriz de Morales: profesora.  Fue directora del Instituto Normal Central para Señoritas e Inspectora de Educación Primaria durante el gobierno del general José María Reina Barrios;[31] contrajo matrimonio con el entonces ministro de Fomento, Próspero Morales,[31] quien en 1897 renunció al cargo y se alzó en armas como uno de los líderes de la Revolución quetzalteca cuando el general Reina Barrios quiso extender su mandato inconstitucionalmente luego del fracaso de la Exposición Centroamericana y la aguda crisis económica que vivía Guatemala tras el derroche de recursos en obras de infraestructura.[32]  Luego del asesinato de Reina Barrios en febrero de 1898, Morales participó en las elecciones presidenciales de 1898 pero cuando se dio cuenta de que el presidente interino Manuel Estrada Cabrera estaba manipulando las elecciones nuevamente se alzó en armas e intentó invadir Guatemala, pero murió en el intento.  Natalia Górriz de Morales entonces retomó su carrera docente, y llegó a ser la socia de la Sociedad Geográfica de Madrid[33] y representante de Guatemala ante la feminista Liga de Mujeres Ibéricas e Hispanomericanas.[34]

Dante Liano Quezada, Nacido en Chimaltenango Guatemala en 1,948. https://es.wikipedia.org/wiki/Dante_Liano

## Otras cabeceras departamentales
| Departamento | Cabecera       | Departamento  | Cabecera              | Departamento | Cabecera    | Departamento   | Cabecera       |
| ------------ | -------------- | ------------- | --------------------- | ------------ | ----------- | -------------- | -------------- |
| Alta Verapaz | Cobán          | Baja Verapaz  | Salamá                | Jutiapa      | Jutiapa     | Chiquimula     | Chiquimula     |
| El Progreso  | Guastatoya     | Quiché        | Santa Cruz del Quiché | Escuintla    | Escuintla   | Huehuetenango  | Huehuetenango  |
| Izabal       | Puerto Barrios | Jalapa        | Jalapa                | Petén        | Flores      | Quetzaltenango | Quetzaltenango |
| Retalhuleu   | Retalhuleu     | Sacatepéquez  | Antigua Guatemala     | San Marcos   | San Marcos  | Jutiapa        | Jutiapa        |
| Sololá       | Sololá         | Suchitepéquez | Mazatenango           | Totonicapán  | Totonicapán | Zacapa         | Zacapa         |